# غریبه‌ای در سرزمین غربت
غریبه‌ای در سرزمین غربت (انگلیسی: Stranger in a Strange Land) یک رمان علمی تخیلی از نویسندهٔ آمریکایی رابرت آنسون هاین‌لاین می‌باشد که در سال ۱۹۶۱ منتشر گردید. این اثر هاین‌لاین، جزو ستایش شده‌ترین اثرها در گونهٔ ادبی علمی تخیلی است، در همان سال انتشار برندهٔ جایزهٔ هوگوی بهترین رمان علمی تخیلی سال شد، تفکرهای آینده نگرانهٔ هاین لاین که همانند ژول ورن و آیزاک آسیموف از زمانهٔ خودش جلوتر بود پدید آورندهٔ عناصری است که این کتاب را در ردهٔ آثار تخیلی کاملاً متمایز می‌سازد.

## خلاصه‌ای از کتاب
داستان کتاب دربارهٔ والنتاین مایکل اسمیت است، یک انسان که به زمین می‌آید، او در سیارهٔ مریخ متولد شده و توسط مریخیان بزرگ گردیده، این رمان به بررسی تعامل شخصیت قصه و در جهت تحول نهایی فرهنگ زمینی می‌پردازد.